# 于广洲
于广洲（1953年1月—），男，江苏阜宁人，中华人民共和国政治人物。原南京工学院机械系毕业，中共中央党校经济管理专业在职研究生，高级经济师。曾任中华人民共和国商务部副部长、党组副书记，中共福建省委副书记、省委组织部部长等职。曾任中华人民共和国海关总署署长、党组书记。中共第十八届中央委员会委员。

## 生平

### 早年经历
受“文化大革命”的影响，16岁的于广洲被迫停止学业，进入苏州无线电专用设备厂当工人。1972年受推荐，入南京工学院机械系无线电专用设备专业学习，成为“工农兵学员”。曾历任苏州无线电专用设备厂班长、车间主任、技术科长。1975年5月加入中国共产党。
自1980年，于广洲先后出任苏州净化设备厂副厂长、厂长，净化设备公司经理、董事长；1984年，调入苏州市经济委员会工作，开始从政之路。

### 从政之路
于广洲曾经长期在江苏省任职。历任苏州市经委副主任，吴江县县长，省计划经济委员会副主任，无锡市市长，省政府副秘书长，徐州市市长，2000年12月任江苏省人民政府副省长。2001年6月，于广洲调入国务院任职，出任国家发展计划委员会副主任。2003年3月，全国人大批准商务部成立后，于广洲担任副部长、党组副书记，主管办公厅、综合司、欧洲司工作。2008年11月，调往福建，出任省委副书记、兼省直机关工委书记。次年7月，兼任省委组织部部长、省委党校校长。
2011年3月28日，中共中央任命于广洲为新任海关总署党组书记，接替调到铁道部的盛光祖。4月5日，国务院宣布任命于广洲为中华人民共和国海关总署署长。
2017年6月6日，不再担任海关总署党组书记。2018年1月，当选第十三届全国政协委员，2018年3月任第十三届全国政协常委、经济委员会副主任，3月22日卸任海关总署署长职务。